# Буковица (Цазин)
Буковица је насељено место у Босни и Херцеговини у граду Цазину. Административно припада Федерацији Босне и Херцеговине, односно њеном Унско-санском кантону. Према попису становништва из 2013. у насељу је било 458 становника, а већинску популацију чинили су Бошњаци.

## Становништво
По последњем службеном попису становништва из 2013. године у овом насељу живело је 458 становника, а село је било етнички хомогено са већинском бошњачком популацијом.
| Националност | 2013. | 1991.        | 1981.        | 1971.        |
| Бошњаци      | —     | 392 (94,46%) | 230 (92,00%) | 162 (74,31%) |
| Срби         | —     | 21 (5,06%)   | 20 (8,00%)   | 56 (25,69%)  |
| Југословени  | —     | 1 (0,24%)    | 0            | 0            |
| остали       | —     | 1 (0,24%)    | 0            | 0            |
| Укупно       | 458   | 415          | 250          | 218          |